# Järnsymbolen

Symbolen för Mars, järn och det manliga könet.

♂, järnmärket eller järnsymbolen är ett emblem hämtat från det urgamla kemiska tecknet för järn, en cirkel med en pil som från ytterkanten pekar snett uppåt höger.
Detta är ett av den västerländska kulturens äldsta ideogram och betecknade ursprungligen planeten Mars i romarriket. Det kom då följaktligen också att stå för den romerska krigsguden Mars, samt maskulint genus. Därför uppstod tidigt en relation mellan marstecknet och den metall av vilken de flesta vapen smiddes, nämligen järn.
Som sådant har märket således symboliserat järnhantering, inte minst i Sverige, sedan urminnes tider. Järnmärket associerar till den svenska järnhanteringen; stål och styrka och har därför använts av både företag som Volvo och Bofors och en del kommuner som Avesta, Borlänge, Boxholm, Degerfors, Finspång, Gällivare, Hällefors, Karlskoga, Kiruna, Laxå, Norberg, Oxelösund, Sandviken, Vansbro och Östhammar.

## Exempel på några olika företeelser som symboliseras av ♂
- Inom biologi, hankön.
- Inom mytologi, den romerska guden Mars.
- Inom astronomi, planeten Mars.
- Inom alkemi, järn.

I Unicode finns tecknet på plats 0x2642.